# Acalolepta alorensis
Acalolepta alorensis là một loài bọ cánh cứng trong họ Cerambycidae.